# Berghausen (Wipperfürth)

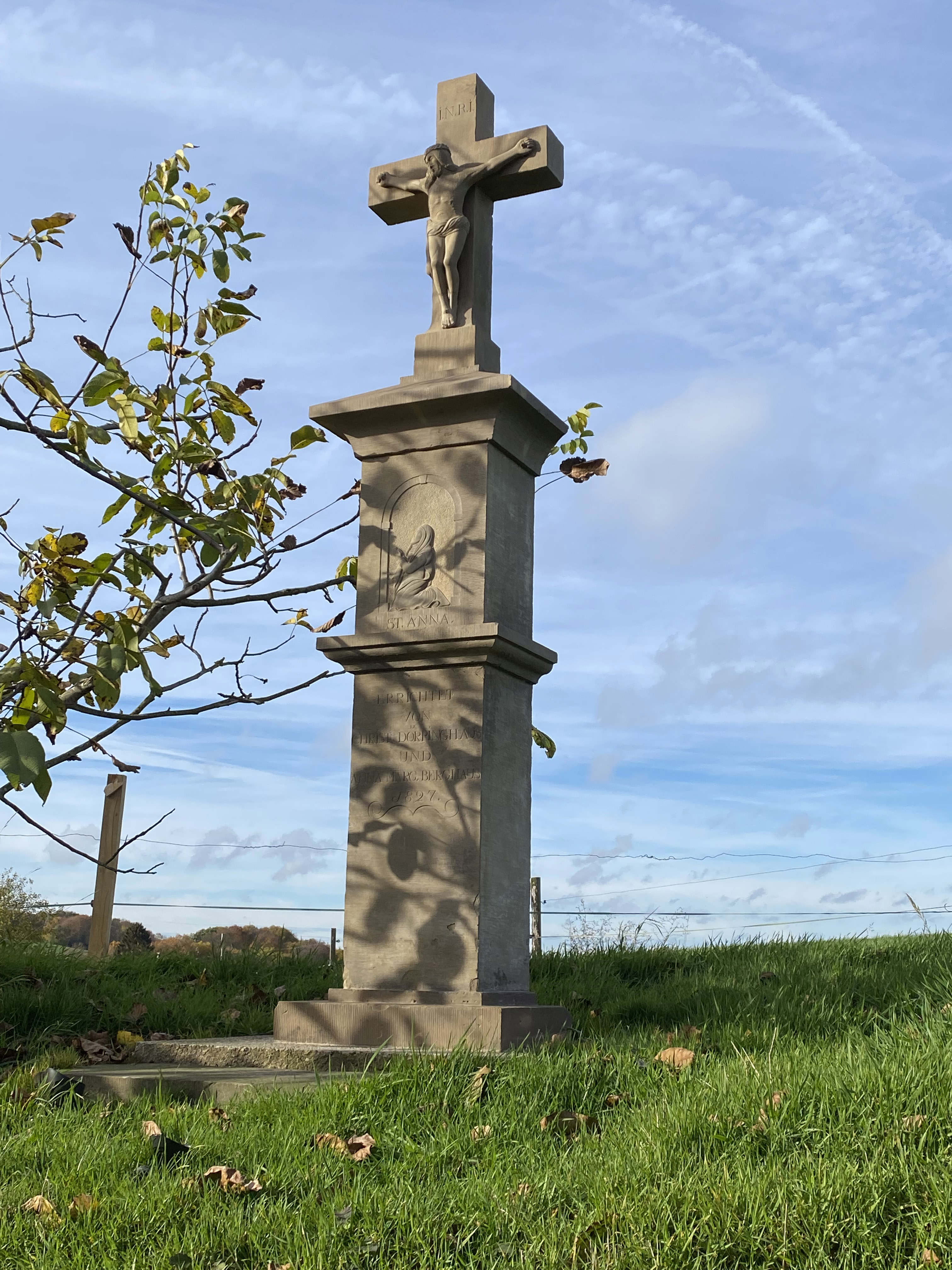
Wegekreuz (1827) in Berghausen

Berghausen ist eine Ortschaft in der Gemeinde Wipperfürth im Oberbergischen Kreis im Regierungsbezirk Köln in Nordrhein-Westfalen (Deutschland).

## Lage und Beschreibung
Berghausen liegt im Südwesten von Wipperfürth nahe der Grenze zu Kürten. Nachbarorte sind Dahl, Jörgensmühle, Büchel, Alfen, Peffekoven und Hollinden.
Der Ort gehört zum Gemeindewahlbezirk 150 und damit zum Ortsteil Thier.
Im Süden der Ortschaft entspringt ein Nebengewässer des in die Kürtener Sülz mündenden Dahlbaches.

## Geschichte
1443 wird der Ort erstmals unter der Bezeichnung „Berchusen“ in einer Einkunfts- und Rechteliste des Kölner Apostelstiftes genannt. Die Karte Topographia Ducatus Montani aus dem Jahre 1715 zeigt vier Höfe und bezeichnet diese mit „Berghusen“. Die Topographische Aufnahme der Rheinlande von 1825 zeigt auf umgrenztem Hofraum sieben getrennt voneinander liegende Grundrisse. Die Ortsbezeichnung lautet ab dieser Karte Berghausen.
Im Bereich der Ortschaft stehen zwei Wegekreuze aus den Jahren 1773 und 1827.

## Busverbindungen
Über die im Nachbarort Jörgensmühle gelegene Haltestelle der Linien 426 und 429 (VRS/OVAG) ist Berghausen an den öffentlichen Personennahverkehr angebunden.

## Wanderwege
Der vom SGV ausgeschilderte Rundwanderweg A5 und der Thierer Rundweg führen durch den Ort.